# Hechtia iltisii
Espèce
Classification phylogénétique
Hechtia iltisii est une espèce de plantes de la famille des Bromeliaceae, endémique du Mexique.